# Cairo Open 1977 - Doppio
Il doppio del torneo di tennis Cairo Open 1977, facente parte della categoria Grand Prix, ha avuto come vincitori John Bartlett e John Marks che hanno battuto in finale Pat Du Pré e Chris Lewis con il punteggio di 7–5, 6–1, 6–3.

## Teste di serie
1. Ismail El Shafei /  Brian Fairlie (semifinali)

1. Peter Kronk /  Cliff Letcher (primo turno)

## Tabellone

### Legenda
| - Q = Qualificato - WC = Wild card - LL = Lucky loser | - ALT = Alternate - SE = Special Exempt - PR = Protected Ranking | - w/o = Walkover - r = Ritirato - d = Squalificato |

|  | Quarti di finale          | Quarti di finale               | Quarti di finale             | Quarti di finale | Quarti di finale |  |  | Semifinali                     | Semifinali                     | Semifinali                   | Semifinali             | Semifinali             |                        |   | Finale                   | Finale                   | Finale                   | Finale                   | Finale | Finale | Finale |  |
|  |                           |                                |                              |                  |                  |  |  |                                |                                |                              |                        |                        |                        |   |                          |                          |                          |                          |        |        |        |  |
|  | 1                         | Ismail El Shafei Brian Fairlie | 6                            | 3                | 6                |  |  |                                |                                |                              |                        |                        |                        |   |                          |                          |                          |                          |        |        |        |  |
|  |                           | Vadim Borisov Nicola Spear     | 1                            | 6                | 3                |  |  | Ismail El Shafei Brian Fairlie | Ismail El Shafei Brian Fairlie | 6                            | 3                      | 2                      |                        |   |                          |                          |                          |                          |        |        |        |  |
|  | John Bartlett John Marks  | John Bartlett John Marks       | John Bartlett John Marks     | 7                | 6                |  |  | John Bartlett John Marks       | John Bartlett John Marks       | 3                            | 6                      | 6                      |                        |   |                          |                          |                          |                          |        |        |        |  |
|  | Hans Kary Roger Taylor    | Hans Kary Roger Taylor         | Hans Kary Roger Taylor       | 5                | 2                |  |  |                                |                                |                              |                        |                        |                        |   | John Bartlett John Marks | John Bartlett John Marks | John Bartlett John Marks | John Bartlett John Marks | 7      | 6      | 6      |  |
|  | Pat Du Pré Chris Lewis    | Pat Du Pré Chris Lewis         | Pat Du Pré Chris Lewis       | 6                | 6                |  |  |                                |                                | Pat Du Pré Chris Lewis       | Pat Du Pré Chris Lewis | Pat Du Pré Chris Lewis | Pat Du Pré Chris Lewis | 5 | 1                        | 3                        |                          |                          |        |        |        |  |
|  | F Jauffret Patrick Proisy | F Jauffret Patrick Proisy      | F Jauffret Patrick Proisy    | 2                | 3                |  |  | Pat Du Pré Chris Lewis         | Pat Du Pré Chris Lewis         | Pat Du Pré Chris Lewis       | 6                      | 6                      |                        |   |                          |                          |                          |                          |        |        |        |  |
|  |                           | Frank Gebert Werner Zirngibl   | Frank Gebert Werner Zirngibl | 6                | 6                |  |  | Frank Gebert Werner Zirngibl   | Frank Gebert Werner Zirngibl   | Frank Gebert Werner Zirngibl | 3                      | 3                      |                        |   |                          |                          |                          |                          |        |        |        |  |
|  | 2                         | Peter Kronk Cliff Letcher      | Peter Kronk Cliff Letcher    | 4                | 4                |  |  |                                |                                |                              |                        |                        |                        |   |                          |                          |                          |                          |        |        |        |  |